# René Basset
René Basset, född 24 juli 1855 och död 1924, var en fransk orientalist.
Basset var från 1880 professor i arabiska vid École supérieure des lettres i Alger och dess direktör från 1894. Han var president vid internationella orientalistkongressen i Alger 1905. Under vidströckta forskningsresor i Nordafrika skaffade sig Basset en ingående kännedom om berberspråken, som han behandlat i en mängd arbeten såsom Manuel de la langue kabyle (1887), Études sur les dialectes berbères (1894). På semitiskt område har han framträtt med bland annat La poésie arabe antéislamique (1880) och Les apocryphes éthionpiens (1893-1900). Om han intresse för folkloristiken vittnar Contes populaires berbères (1887) med flera samlingar.